# Sergej Stanišev
Sergej Stanišev (Herson, 5. svibnja 1966.) bugarski je političar, povjesničar, filozof i doktor znanosti. Od 2005. do 2009. obnašao je dužnost predsjednika vlade, u vrijeme ulaska Bugarske u Europsku uniju. Istovremeno, između 2001. i 2014. bio je predsjednik Bugarske socijalističke partije. Trenutačni je predsjednik Stranke europskih socijalista, jedne od najvećih političkih stranaka u Europskom parlamentu.

## Životopis

### Obrazovanje
Sergej Stanišev rođen je ukrajinskom gradu Hersonu 5. svibnja 1966. u obitelji majke Dine Seergevne Muhine, židovke i oca Dimitara Jakova Staniševa, političara i komunista. Prema očevoj želji, osnovno obrazovanje završio je u Rusiji, a diplomirao je na Učilištu "Dobri Vojnikov" u Sofiji. Pohađao je Moskovsko državno sveučilište Lomonosov, gdje 1989. postao sveučilišni prvostupnik, a 1994. stječe naslov doktora znanosti za područja povijesti i filozofije. Doktorski rad napisao je na temu "Sustav biranja i napredovanja službenika i političkih dužnosnika u Rusiji i njegov razvoj tijekom druge polovice XIX. stoljeća". 1998. godine upisuje studij usavršavanja (specijalizacije) političkih znanosti na Moskovskom školi za političke studije. Bio je gostujući nastavnik na Londonskoj ekonomskoj školi tijekom akademske godine 1999./2000. Tijekom studija radio je kao novinar pišući za jedan neovisni list.

### Političko djelovanje
Članom Odobra za vanjske poslove BSP-a postaje 1995. godine. Sljedeće godine postaje predsjedatelj Vrhovnog vijeća BSP-a te Odbora za odnose s javnošću te je na toj dužnosti do 2001. godine. U lipnju 2001. izabran je za zastupnika u Bugarskom parlamentu, osvajanjem glasova u 19. izbornoj jedinici (grad Ruse). Na 44. izvanrednoj sjednici Vrhovnoga vijeća BSP-a, u prosincu 2001., izabran je za predsjednika Vrhovnoga vijeća stranke, a na sljedećoj, 45. sjednici u lipnju 2002. postaje službenim predsjednikom stranke. Tijekom njegova predsjedništva, BSP je postala punopravna članica Socijalistčke internacionale (2003.) i Stranke europskih socijalista (2005.)
Na parlamentarnim izborima 2005. ponovno je izabran za zastupnika u parlamentu, ali iz glasova u okrugu Burgas. Pod njegovim vodstvom Koalicija za Bugarsku osvojila je 31% glasova i pobijedila na izborima. Za predsjednika vlade izabran je 16. kolovoza 2005. uz podršku 168 i protivljenje 67 zastupnika Narodne skupštine.

### Osobni život
Između 1994. i 2009. bio je u vezi s novinarkom i političkom komentatoricom Elenom Jončevom, koja je neko kratko vrijeme bila i aktivna u stranci.
Stručnjakinja za odnose s javnošću Monika Josifova, objavila je u veljači 2011. da je zatrudnjela sa Staniševom. Kasnije, Međunarodni praznik rada iste godine, rodila im se kćer Darija. Drugo dijete, sin Georgi, rođen je 2013., nakon čega su se i vjenčali.
Sergejev bat Georgi je utjecajni bugarski arhitekt cijenjen i u susjednoj Rumunjskoj. Budući da je rođen u Ukrajini, Stanišev je bugarsko državljanstvo dobio 1996. godine.
Tečno govori engleski, ruski, francuski i poljski jezik. U slobodno vrijeme bavi se skijanjem, plivanjem i motocikzmom.

## Vanjske poveznice
- Službeno mrežno mjesto Bugarske socijalističke partije (bug.)